# René Lévesque (archéologue)
Pour les articles homonymes, voir René Lévesque (homonymie) et Lévesque.
René Lévesque (1925 - 2007) était un archéologue amateur canadien connu pour ses recherches sur le tombeau de Samuel de Champlain.
Détenteur d'un doctorat en géographie et de diplômes en philosophie, théologie et chant grégorien, il a aussi été professeur de religion. Il est l'auteur d'un ouvrage intitulé Initiation à l'archéologie paru en 1980. Il a enseigné l'archéologie au Collège des Jésuites.
À partir des travaux de Thomas O'Leary (1843-1925), il lança une fouille, en 1988, sous la tour sud de la basilique de Québec, ce qui attira l'attention des citoyens et journaux de la ville. Toutefois, ses recherches furent déçues lorsqu'on s'aperçut que le présumé tombeau appartenait au jésuite belge Emmanuel Huygens. C'est lui qui découvrit les sépultures des gouverneurs de la Nouvelle-France, dont Frontenac, sous la basilique de Québec. Après la réalisation de son rêve, soit de trouver le tombeau de Champlain, il avait l'intention de retracer la sépulture de Guillaume Couture, premier colon de la seigneurie de Lauzon (aujourd'hui ville de Lévis). En dépit de ses longues recherches, il est décédé le 10 février 2007 sans avoir trouvé le tombeau du fondateur de Québec.

## La fouille dans l'îlot d'Ailleboust en 1999
En 1936, à la suite de l'agrandissement vers le nord du restaurant le Relais, on aurait découvert une voûte inusitée. Le propriétaire du restaurant à l’époque, M. Georges Trakas aurait demandé de refermer cette voûte afin de construire un mur. Son fils Louis, alors âgé de 10 ans, a raconté en 1966 cette anecdote à René Levesque. En 1999, ce dernier tente de vérifier cette hypothèse. Accompagné de l'archéologue  Carl Lavoie, Lévesque perce un mur du restaurant sous la caméra attentive du cinéaste Jean-Claude Labrecque. Après un certain temps, on s’aperçoit que le forage aboutit dans la chambre froide du restaurant Wong de la rue De Buade.